# 牛込警察署
牛込警察署（うしごめけいさつしょ）は、警視庁が管轄する警察署の一つである。第四方面本部所属。
署員数およそ250名、識別章所属表示はPA。車両の対空標示は「牛」。
新宿区の東部を管轄している。庁舎は大久保通り沿いに所在。管内の市谷本村町には警視庁第五機動隊、特科車両隊と、塀を挟んで第四方面交通機動隊（四交機）本部がある他、若松町には警視庁第八機動隊本部も存在し、都心のみならず都内全域の警備実施の要となっている。

## 所在地
- 東京都新宿区南山伏町1番15号
  - 最寄駅：東京都交通局地下鉄大江戸線牛込神楽坂駅

## 管轄区域
主に旧牛込区だった地域を管轄。
新宿区のうち、以下の町丁を管轄。町丁の配列は五十音順。特記のないものはその町丁の全域を管轄。なお、住吉町8番の一部は四谷警察署の管轄、戸山三丁目21番と西早稲田二丁目の大部分は戸塚警察署の管轄、余丁町8番の一部は新宿警察署の管轄となる。
- 赤城下町
- 赤城元町
- 揚場町
- 市谷加賀町一・二丁目
- 市谷甲良町
- 市谷砂土原町一 - 三丁目
- 市谷左内町
- 市谷台町
- 市谷鷹匠町
- 市谷田町一 - 三丁目
- 市谷長延寺町
- 市谷仲之町
- 市谷八幡町
- 市谷船河原町
- 市谷本村町
- 市谷薬王寺町
- 市谷柳町
- 市谷山伏町
- 岩戸町
- 榎町
- 改代町
- 神楽河岸

- 神楽坂一 - 六丁目
- 河田町
- 喜久井町
- 北町
- 北山伏町
- 細工町
- 下宮比町
- 白銀町
- 新小川町
- 水道町
- 住吉町（8番の一部を除く）
- 箪笥町
- 築地町
- 津久戸町
- 筑土八幡町
- 天神町
- 富久町
- 戸山一・二丁目
- 戸山三丁目（21番を除く）
- 中里町
- 中町
- 納戸町

- 西五軒町
- 二十騎町
- 西早稲田二丁目（1番の一部と2番のみ）
- 馬場下町
- 払方町
- 原町一 - 三丁目
- 東榎町
- 東五軒町
- 袋町
- 弁天町
- 南榎町
- 南町
- 南山伏町
- 山吹町
- 矢来町
- 横寺町
- 余丁町（8番の一部を除く）
- 若松町
- 若宮町
- 早稲田鶴巻町
- 早稲田町
- 早稲田南町

## 沿革
- 1875年（明治8年）：神楽坂警察署開設。
- 1907年（明治40年）：早稲田警察署開設。
- 1960年（昭和35年）：神楽坂警察署および早稲田警察署を統合。牛込警察署開設。
- 1998年（平成10年）2月19日：現庁舎新築完成。

## 組織
- 警務課
- 交通課
- 警備課
- 地域課
- 刑事組織犯罪対策課
- 生活安全課

## 交番
- 大曲交番（新宿区新小川町6番32号）
- 柳町交番（新宿区市谷柳町7番地）
- 八幡前交番（新宿区市谷本村町1番1号）
- 神楽坂上交番（新宿区白銀町1番1号）
- 馬場下交番（新宿区西早稲田二丁目1番12号）
- 河田町交番（新宿区河田町10番9号）
- 富久町交番（新宿区富久町7番1号）
- 鶴巻町交番（新宿区早稲田鶴巻町521番地の12）

駐在所はなし。

### 廃止された交番
- 矢来町交番（新宿区矢来町27番地）※2007年（平成19年）3月で神楽坂上交番に統合され廃止。現在は矢来町地域安全センターとなっている。
- 戸山町交番（新宿区戸山二丁目10番2号）※2007年（平成19年）3月で富久町交番に統合され廃止。現在は戸山町地域安全センターとなっている。
- 弁天町交番（新宿区弁天町177番地）※2007年（平成19年）3月で富久町交番に統合され廃止。現在は弁天町地域安全センターとなっている。

## 出来事
- 2024年1月27日、警視庁は、譲渡目的で口座を開設したとして、詐欺の容疑で、牛込署地域課の巡査を逮捕した。同巡査は、2023年10月頃に金融機関3社でそれぞれ口座を開設、これらの口座は有償で譲渡されていた。同巡査は「金欲しさにやった」と容疑を認めている[1]。
- 2024年2月27日、警視庁は、下着を盗む目的で住宅の敷地内に侵入したとして、住居侵入の容疑で、牛込署警務課の巡査長を逮捕した。同巡査長は、同日の早朝に江戸川区内の住宅の敷地内に侵入したが、住人に発見された。同巡査長は「下着を盗もうと思った」と容疑を認めている[2]。